# Blog - Il meglio della rete più il peggio della televisione
Blog - Il meglio della rete più il peggio della televisione è stato un programma televisivo italiano andato in onda su Rai 4 nel periodo 2008-2009, che ricalcava lo storico programma Blob in onda su Rai 3.
La trasmissione si poneva come obiettivo quello di rappresentare il mondo di oggi attraverso le immagini del Web, in stile Web 2.0.

## Il programma
Era un programma satirico e d'intrattenimento, composto da video estrapolati da internet e quindi tutti generati dagli utenti (UGC).
Il programma era diviso in due parti:
- Blog: sono proposti video satirici uniti a video d'intrattenimento montati in "stile Blob";
- Blog Hit: una classifica di 15 video divertenti.

Il sabato il programma cambiava grafica e nome, diventando Diritto di satira. La programmazione rimaneva sostanzialmente uguale, ma si privilegiavano contenuti più leggeri rispetto a quelli normalmente in onda tutti i giorni.